# Ганс фон Бодек
Ганс фон Бодек (1582 — 23 червня 1658) — прусський дипломат і канцлер Гогенцоллернів, князів-курфюрстівБранденбургу-Пруссії.

## Біографія
Бодек походив із відомого патриціанського роду Ельбінґів (Ельблонг) у польській провінції Королівська Пруссія .  Його дід був бургомістром, а батько – міським радником(депутатом). Його предок Йоганн III фон Бодек (1542–1595) отримав імперський статус від імператора Рудольфа II і отримав дозвіл покращити родинний герб.
З метою пошуку торгового партнера, Бодека відправили з дипломатичною місією з Ельбінга по всій Європі. За цей час він написав liber amicorum(свобода дружби), яку зараз вивчають музикознавці . Під час свого дипломатичної подорожі Бодек відвідав Нідерланди, Францію, Швейцарію та Англію, де відвідав Оксфордський та Кембриджський університети. Він був присутній на церемонії похорону королеви Англії Єлизавети I та коронації нового англійського короля Якова I. Рада Ельбінга відправила двох делегатів з подвійною місією: по-перше, щоб віддати шану новому королю, а по-друге, виступити проти перенесення англійської торгівлі з Ельбінга до сусіднього Данцига.
У 1604 році Бодек вирушив до Лондона, де познайомився з Джоном Доулендом, Філіпом Россетером і Томасом Кемпіоном . Усі три композитори лютневих пісень жили в одному районі Лондона. Бодек подружився з ними і Кемпіон написав пісню, присвячену Бодеку. Багато людей з Англії та Шотландії переїжджали до Елблінгу.
Того ж року Бодек поїхав до Парижа, де познайомився з графом Крістофером фон Дона, прусським дворянином, який жив за 15 км від Ельбінга. Потім Бодек став канцлером курфюрста Йоахіма Фрідріха Бранденбурзького. Він помер 1658 року в Гамбурзі.
Колекція п'єс для лютні була придбана Доною і зберігалася в бібліотеці Ельбінга. У 1929 році Ганс Бауер написав повний опис реєстру Бодека. Під час захоплення Ельбінга радянською Червоною армією в 1945 році під час Другої світової війни та подальшого вигнання німецького населення міста бібліотека була знищена. Відтоді багато прусських документів та оригінальних рукописів було знайдено у Кракові, що дає дослідникам музики надію на те, що деякі з творів Бодека можуть знову з'явитися на світ.